# Oravská Polhora
Oravská Polhora este o comună slovacă, aflată în districtul Námestovo din regiunea Žilina. Localitatea se află la altitudinea de 686 m deasupra n.m., se întinde pe o suprafață de 84,52 km2 și în 2017 număra 3.956 de locuitori. Se învecinează cu comuna Rabča.

## Istoric
Localitatea Oravská Polhora este atestată documentar din 1588.

## Demografie
| An:                | 1994 | 2004   | 2014   | 2024   |
| ------------------ | ---- | ------ | ------ | ------ |
| Număr de persoane: | 3305 | 3623   | 3874   | 4025   |
| Diferență:         |      | +9,62% | +6,92% | +3,89% |

| An:                | 2023 | 2024   |
| ------------------ | ---- | ------ |
| Număr de persoane: | 4014 | 4025   |
| Diferență:         |      | +0,27% |